# Alvorada (jornal)
O Alvorada é um jornal quinzenário do concelho da Lourinhã, sendo director o Pe. Ricardo Franco. 
Os temas tratados neste jornal são diversos, incluindo a agricultura, a saúde, a cultura, a religião e a desporto locais, assim como serve igualmente para a difusão da realização de espectáculos e outros eventos culturais realizados no concelho.
Ligado estreitamente com a Igreja Católica e a difusão do pensamento católico, um dos objectivos do jornal é clarificar a visão da notícia e dos acontecimentos e ajudar na construção de uma opinião pública afastada do sensacionalismo.
O jornal é, ainda, enviado em todo o mundo, para a comunidade emigrante:
- Portugal, país de difusão
- Canada
- Estados Unidos
- França
- Inglaterra
- Ainda mais …